# アンドラの国章

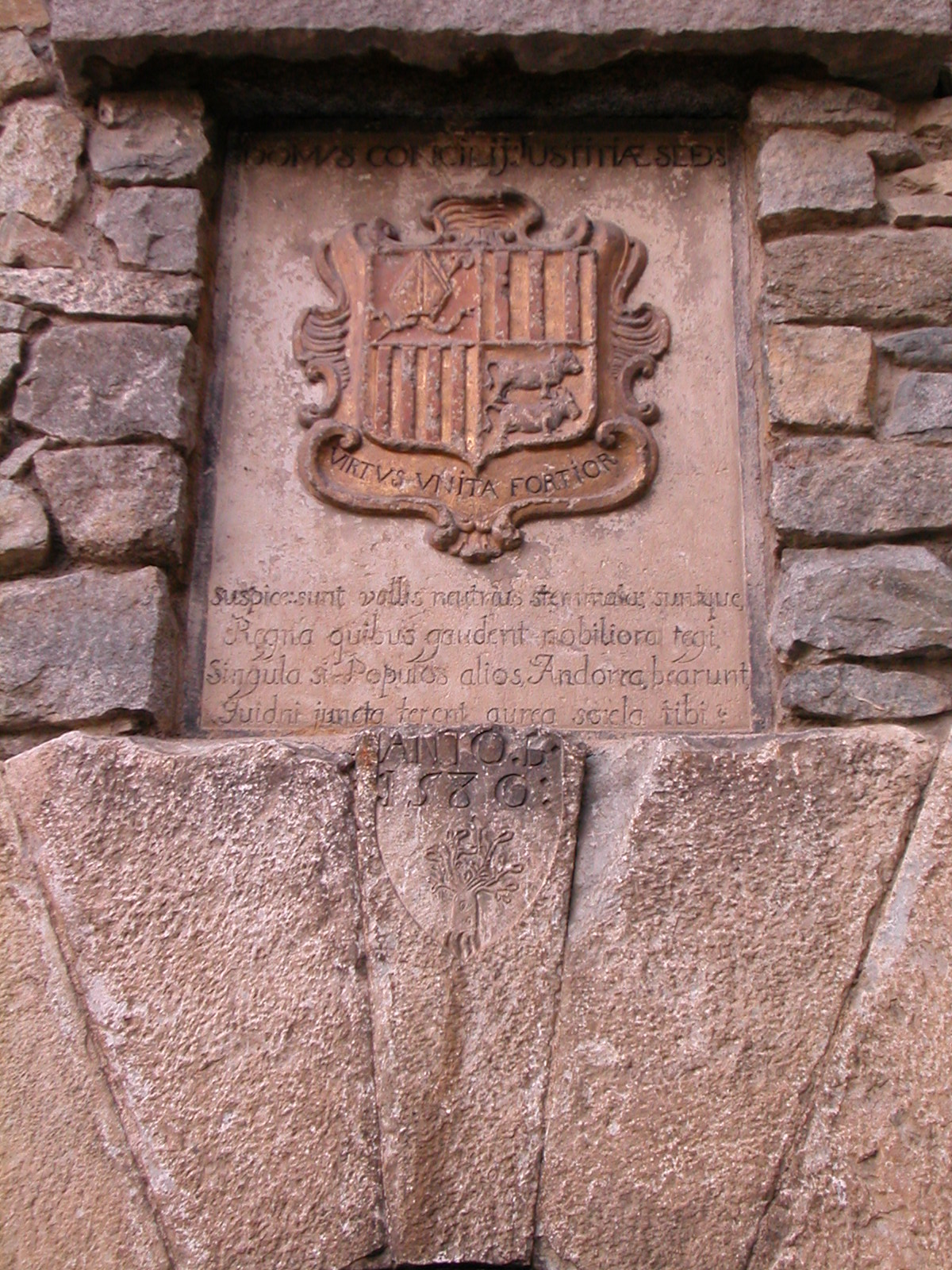
大評議会にある国章

アンドラの国章（アンドラのこくしょう）は、4分割された盾の部分にアンドラ公国の元首や関係の深い地域の紋章を配したもので、1969年に正式に国章として制定された。周囲はベージュに茶の縁取りをした枠で囲まれている。

## デザイン
左上には、赤い地に黄色と白の司教冠と黄色の司教杖が重ねて描かれている。共にアンドラの共同元首であるウルヘル司教を象徴するものである。右上には、黄色の地に赤い3本の線が縦に入っており、アンドラの共同元首であったフランスのフォワ伯爵家の紋章に基づいている。左下では、黄色の地に赤い4本の線が縦に入っている。これは隣接するカタルーニャ州の紋章である。右下においては、黄色の地に2頭の赤い牛が描かれている。赤い牛は、角やカウベル、ひづめの部分のみ青く彩色されている。この意匠はフランスのベアルン子爵家の紋章で、ベアルン地方を表している。国章の下部には国の標語である、Virtus Unita Fortior（ラテン語:「力を合わせれば強くなる」）の文言が入れられている。

首相の紋章

## 歴史
アンドラの国章は少なくとも14世紀にまでさかのぼることができ、1748年にアンドラについて書かれた文献『マヌアル・ディジェスト』（Manual Digest）にも言及されている。アンドラ・ラ・ベリャにある大評議会（アンドラ国会）の建物には新旧の国章のレリーフがある。1993年の新憲法制定に合わせて新しくなったアンドラ国旗の中央にも描かれている。

## 国章の変遷

16世紀初期の紋章
1580年からの紋章
1800年からの紋章
1870年からの紋章
1800年から1949年までの紋章
1931年から1949年までの紋章
1949年から1959年までの紋章
1959年以降の紋章